# Мордовка (приток Матыры)
Мордовка — река, левый приток Матыры, протекает по территории Добринского района Липецкой области и Петровского района Тамбовской области в России. Длина реки — 13 км, площадь водосборного бассейна — 68,5 км².

## Описание
Мордовка начинается на границе Тамбовской и Липецкой областей южнее урочища Мещеряки. Генеральным направлением течения реки является север. Около урочища Альфа к юго-востоку от села Хренное впадает в Матыру на высоте 122 м над уровнем моря. Течение непостоянное, в засушливые годы пересыхает.

## Данные водного реестра
По данным государственного водного реестра России относится к Донскому бассейновому округу, водохозяйственный участок реки — Матыра, речной подбассейн реки — бассейны притоков Дона до впадения Хопра. Речной бассейн реки — Дон (российская часть бассейна).
Код объекта в государственном водном реестре — 05010100412107000002840.